# Мандурия
Манду̀рия (на италиански и местен диалект Manduria) е град и община в Южна Италия, провинция Таранто, регион Пулия. Разположен е на 79 m надморска височина. Населението на града е 31 724 души (към 31 октомври 2009).
Градът е известен за производството си на виното „Примитиво“.